# 5287 Heishu
5287 Heishu è un asteroide della fascia principale. Scoperto nel 1989, presenta un'orbita caratterizzata da un semiasse maggiore pari a 2,6840644 UA e da un'eccentricità di 0,2076152, inclinata di 6,45804° rispetto all'eclittica.